# Хасаев, Ариф Муртузали оглы
Ариф Муртузали оглы Хасаев (27 августа 1934, село Кырах-Кесеменли, Азербайджанская ССР — 13 мая 2006) — советский, азербайджанский учёный, специалист в области нефтедобычи.

## Биография
В 1956 году окончил нефте-промысловый факультет Азербайджанского индустриального института по специальности «Разработка и эксплуатация нефтяных месторождений». В 1956—1966 гг. работал на нефтепромыслах республики — оператором, начальником ЦНИПРа НГДУ «Карадагнефть».
В 1966—1986 гг. работал в АзНИИДН и в АзИНЕФТЕХИМ, заведовал лабораториями «Одновременно-раздельная эксплуатация пластов», «Новые методы нефтедобычи», «Физико-химические методы воздействия на пласты», научно-исследовательским отделом «Добыча нефти и газа».
Скончался после продолжительной болезни.

## Научная деятельность
Область научных исследований: решение проблем разработки и эксплуатации нефтяных месторождений.
В 1963 году защитил кандидатскую, в 1974 году — докторскую диссертацию.
Автор более 200 научных статей, монографий, учебников и учебно-методических пособий; более 60 авторских свидетельств на изобретения. Подготовил 30 кандидатов наук. Неоднократно выступал с докладами на международных конференциях, симпозиумах и совещаниях.

## Избранные труды
- Ограничение пескопроявления и водопритоков из пласта в нефтяных скважинах : (Метод рук-во) / Азерб. ин-т нефти и химии им. М. Азизбекова; Сост.: А. М. Хасаев. — Баку: Азнефтехим, 1979. — 64 с. — 250 экз.
- Хасаев А. М. Вопросы изоляции вод в эксплуатационных скважинах : Автореф. дис. … канд. техн. наук. — Баку, 1963. — 13 с. — 200 экз.
- Хасаев А. М. Изоляция вод в эксплуатационных скважинах. — М.: Недра, 1965. — 112 с. — 1500 экз.
- Хасаев А. М. Исследование свойств и особенностей применения неньютоновских систем в нефтедобыче: Автореф. дис. … д-ра техн. наук. — Баку, 1974. — 47 с.
- Хасаев А. М. Применение вязко-пластичных жидкостей в нефтедобыче. — М.: Недра, 1967. — 110 с. — 1600 экз.
- Скважинный гидродинамический генератор колебаний : патент[1].
- Способ уменьшения напряжения в массиве пород вокруг горной выработки : патент[2].
- Способ разрушения парафиносмолистых отложений : патент[2].
- Технология и техника добычи нефти : учебник.
- Хасаев А. М., Азизов А. М. Разрушение горных пород взрывом : Взрывчатые вещества в горном деле : (конспект лекций). — Баку: АзИНХ, 1983. — 52 с.
- Хасаев А. М., Азизов А. М. Разрушение горных пород взрывом : (Средства и методы взрывов) : Учеб. пособие. — Баку: Азиннефтехим, 1985. — 60 с.

## Награды
- звание «Человек 2000 года»[3];
- золотая медаль «Medal of Honor» Американского биографического института;
- орден «За заслуги» Британского международного центра;
- премия имени академика И. М. Губкина;
- медаль «Тарагги» имени Гейдара Алиева — за прогресс в развитии общества[4].